# Plectrocnemia arphachad
Plectrocnemia arphachad är en nattsländeart som beskrevs av Malicky och Chantaramongkol 1993. Plectrocnemia arphachad ingår i släktet Plectrocnemia och familjen fångstnätnattsländor. Inga underarter finns listade i Catalogue of Life.